# Isogona albistellata
Isogona albistellata là một loài bướm đêm trong họ Erebidae.